# 科爾多曼斯基村 (加利福尼亞州)
科曼多斯基村（英語：Komandorski Village）是位於美國加利福尼亞州阿拉米達縣的一個非建制地區。該地的面積和人口皆未知。

## 地理
科曼多斯基村的座標為37°42′58″N 121°54′32″W / 37.71611°N 121.90889°W，而該地的平均海拔高度為113米（即371英尺）。